# Legis actio per iudicis arbitrive postulationem
Con la locuzione latina legis actio per iudicis arbitrive postulationem si esprime uno dei 5 modi di lege agere in uso presso il risalente diritto romano. Era un'azione di accertamento.

## Caratteristiche
A differenza della legis actio sacramento che era generalis, alla legis actio per iudicis arbitrive postulationem poteva farsi ricorso solo in determinati casi previsti dalla legge. Inoltre essa aveva il vantaggio di pervenire più rapidamente alla fase in iure, e non comportava il sacramentum (giuramento) e la poena sacramenti che ne conseguiva per chi fosse sconfitto nella lite, ciò ne faceva una procedura non pericolosa.
Il procedimento ci viene descritto da Gaio nel IV commentario delle sue Istituzioni:
(Gaio 4.17a)
In pratica, si poteva esercitare o in seguito ad una lite per una sponsio o per la divisione tra coeredi di un asse ereditario o per lo scioglimento di una comunione.

## Agere per sponsionem
La scienza giuridica romana elaborò a partire dalla legis actio per iudicis arbitrive postulationem uno schema processuale che permettesse di utilizzare questo procedimento anche su fattispecie non inizialmente previste, come una rivendica su una cosa, senza dover incorrere nella pericolosità del sacramentum. I due litiganti, in sede extragiudiziale, compivano una sponsio riguardo alla controversia; in questo modo potevano ricorrere alla iudicis arbitrive postulationem con oggetto, appunto, la sponsio ma con l'effetto di arrivare a risolvere il tema della controversia originale. Questo meccanismo prese il nome di agere per sponsionem.